# Beaufort, Blaenau Gwent
Beaufort (kymriska: Cendl) är en community i Storbritannien.   Den ligger i kommunen Blaenau Gwent och riksdelen Wales, i den södra delen av landet, 210 km väster om huvudstaden London. Den 5 maj 2022 avknoppades en del av området till en ny community, Garnlydan.